# Oro 18 carote
Oro 18 carote (Barbary Coast Bunny) è un film del 1956 diretto da Chuck Jones. È un cortometraggio d'animazione della serie Looney Tunes, uscito negli Stati Uniti il 21 luglio 1956. Dal 1997 viene distribuito col titolo La costa dei barbari.

## Trama
Bugs Bunny, mentre scava un tunnel per andare a trovare suo cugino Herman a San Francisco, si imbatte in una pepita d'oro. Nasty Canasta convince Bugs a depositare la pepita presso la sua banca; tuttavia quando il coniglio la richiede indietro l'uomo si rifiuta e Bugs afferma che la storia non finisce lì. Sei mesi dopo a San Francisco, Canasta ha aperto una sala da giochi, nella quale entra Bugs. Quest'ultimo, scambiando la slot machine per un telefono, la usa per chiamare la madre e chiederle dei soldi, vincendo il jackpot con orrore di Canasta. L'uomo tenta di compensare la perdita giocando con Bugs alla roulette e a draw poker, ma ogni volta il coniglio riesce a vincere. Infine Canasta fa giocare Bugs alla roulette russa, tuttavia dalla pistola escono inspiegabilmente tante monete. Mentre Bugs esce dal casinò con una carriola piena di soldi, Canasta cerca di vincere le monete con la pistola, ma finisce per ricevere uno sparo in faccia e sviene. Bugs quindi rompe la quarta parete e afferma che la morale di questa storia è "mai cercare di rubare oro a 18 carote a un povero coniglio".

## Distribuzione

### Censura
Nelle trasmissioni televisive americane, in alcuni casi, la parte del cortometraggio che vede Nasty Canasta giocare alla roulette russa, finendo per ricevere lo sparo in faccia e facendolo apparire in blackface, è stata tagliata. In alternativa, al posto della parte tagliata, vi è una clip del film col personaggio contrariato dalla vincita a draw poker di Bugs Bunny.

### Edizioni home video

#### VHS
- Le stelle di Space Jam: Bugs Bunny (marzo 1997)

#### DVD
- Looney Tunes Collection - Bugs Bunny - Volume 4